# كوبا كونميبول
كوبا كونميبول (بالإسبانية: Copa CONMEBOL)‏ و(بالعربية: كأس اتحاد أمريكا الجنوبية لكرة القدم) كانت بطولة كرة قدم سنوية تُنظم من قبل اتحاد أمريكا الجنوبية لكرة القدم. أقيمت في الفترة بين 1992 و1999 لأندية أمريكا الجنوبية. على غرار كأس الاتحاد الأوروبي. تتأهل الأندية إلى كوبا كونميبول حسب أدائها في الدوريات المحلية وذلك في حال فشلها في التأهل إلى كوبا ليبرتادوريس.
انتهت بطولة كوبا كونميبول عام 1999 بعد قرار توسيع الفرق المشاركة في كوبا ليبرتادوريس إلى 32 فريقاً، هذه البطولة بالإضافة إلى كوبا ميركوسور وكوبا ميركونورتي تم دمجها جميعاً في بطولة جديدة وهي كوبا سود أمريكانا.

## سجل الأبطال
- 1992: أتلتيكو مينيرو (1)
- 1993: بوتافوغو (1)
- 1994: ساو باولو (1)
- 1995: روزاريو سنترال (1)
- 1996: لانوس (1)
- 1997: أتلتيكو مينيرو (2)
- 1998: سانتوس (1)
- 1999: تاليريس كوردوبا (1)

## الأكثر تتويجاً

### حسب النادي
|                         |         |         |               |               |
| النادي                  | البطولة | الوصافة | سنوات البطولة | سنوات الوصافة |
| أتلتيكو مينيرو          | 2       | 1       | 1992، 1997    | 1995          |
| روزاريو سنترال          | 1       | 1       | 1995          | 1998          |
| لانوس                   | 1       | 1       | 1996          | 1997          |
| بوتافوغو                | 1       | 0       | 1993          | —             |
| ساو باولو               | 1       | 0       | 1994          | —             |
| سانتوس                  | 1       | 0       | 1998          | —             |
| تاليريس كوردوبا         | 1       | 0       | 1999          | —             |
| بنيارول                 | 0       | 2       | —             | 1993، 1994    |
| أوليمبيا أسونسيون       | 0       | 1       | —             | 1992          |
| إنديبنديينتي سانتا في   | 0       | 1       | —             | 1996          |
| سنترو سبورتيفو ألاغوانو | 0       | 1       | —             | 1999          |

### حسب البلد
| البلد      | البطولة | الوصافة | الأندية الفائزة                                             |
| ---------- | ------- | ------- | ----------------------------------------------------------- |
| البرازيل   | 5       | 2       | أتلتيكو مينيرو (2)، بوتافوغو (1)، ساو باولو (1)، سانتوس (1) |
| الأرجنتين  | 3       | 2       | روزاريو سنترال (1)، لانوس (1)، تاليريس كوردوبا (1)          |
| الأوروغواي | 0       | 1       | —                                                           |
| الباراغواي | 0       | 1       | —                                                           |
| كولومبيا   | 0       | 1       | —                                                           |